# Benedikt Pichler
Benedikt Pichler (Salzburg, 20 juli 1997) is een Oostenrijks voetballer die doorgaans als centrumspits speelt. In 2018 debuteerde hij in het betaald voetbal namens Austria Klagenfurt in de ÖFB-cup. In juni 2025 verruilde hij Holstein Kiel voor Hannover 96. 

## Clubloopbaan

### Beginjaren
Pichler begon op achtjarige leeftijd met voetballen bij USK Gneiss in Salzburg en sloot zich vier jaar later aan bij de jeugdopleiding van USK Anif. Vervolgens zette hij zijn ontwikkeling voort bij SV Grödig, waar hij in het seizoen 2016/17 zijn debuut in het eerste elftal maakte tijdens een wedstrijd in de ÖFB-cup tegen VfB Hohenems. Enkele weken later maakte hij zijn eerste doelpunt bij de senioren in de Regionalliga West, in een met 0–2 gewonnen uitwedstrijd tegen TSV St. Johann, waarin hij in de 40e minuut de score opende. Een paar weken scoorde hij opnieuw, ditmaal al na 33 seconden in een met 3–0 gewonnen thuiswedstrijd tegen FC Kitzbühel. Na afloop van het seizoen 2017/18, waarin hij 54 wedstrijden speelde en 15 doelpunten maakte, vertrok hij naar Austria Klagenfurt.

### Austria Klagenfurt
In de zomer van 2018 verruilde Pichler Grödig voor Austria Klagenfurt. Op 21 juli maakte hij zijn officiële debuut voor de club in de eerste ronde van de ÖFB-Cup tegen FCM Traiskirchen. In de met 0-2 gewonnen uitwedstrijd scoorde hij in de 89e minuut zijn eerste doelpunt voor de ploeg uit de hoofdstad van Karinthië. Een week later volgde zijn competitiedebuut in de basis tijdens de thuiswedstrijd tegen Austria Lustenau. In de zesde speelronde maakte hij zijn eerste doelpunt in de 2. Liga, tegen het tweede elftal van Austria Wien. In de met 1-2 verloren thuiswedstrijd zette hij zijn ploeg in de 18e minuut op een 1-0 voorsprong. Een week later brak hij in de wedstrijd tegen SV Horn zijn middenvoetsbeentje, waardoor hij langdurig uitgeschakeld was. Na de winterstop keerde hij terug en speelde hij alle vijftien resterende wedstrijden. Hij kwam daarin tot acht doelpunten. Zijn sterke tweede seizoenshelft trok de aandacht van Austria Wien, dat hem in de zomer van 2019 overnam.

### Austria Wien
In juni 2019 tekende Pichler een contract bij Austria Wien, dat hem tot medio 2023 aan de club verbond. Op 15 augustus maakte hij zijn eerste speelminuten in het eerste elftal tijdens een uitwedstrijd tegen Apollon Limasol in de derde kwalificatieronde van de Europa League. Hij viel in de 71e minuut in tijdens het met 3–1 verloren duel op Cyprus. Vanwege fysieke problemen liet zijn competitiedebuut op zich wachten en speelde hij eerst enkele wedstrijden voor het beloftenteam, de Young Violets. Op 24 november 2019 debuteerde hij in de Bundesliga tijdens de uitwedstrijd tegen Admira Wacker, waarin hij in de 65e minuut inviel voor Maximilian Sax. Een week later maakte hij zijn eerste doelpunt voor Austria Wien, door in de 12e minuut de score te openen in de met 5–0 gewonnen thuiswedstrijd tegen TSV Hartberg. In het seizoen 2019/20 wist Pichler nog geen vaste basisplaats te veroveren. Met de komst van trainer Peter Stöger in het seizoen 2020/21 veranderde zijn status; vanaf de eerste speelronde was hij basisspeler. Op 14 maart 2021 kreeg hij een rode kaart voor een zware overtreding in de uitwedstrijd tegen Sturm Graz, wat hem een schorsing van vijf wedstrijden opleverde.Austria Wien eindigde dat seizoen als tweede in de reguliere competitie en plaatste zich voor de play-offs om Europees voetbal. In de halve finale tegen TSV Hartberg scoorde Pichler het derde doelpunt in de met 0–3 gewonnen uitwedstrijd. In de dubbele finale tegen Wolfsberger AC kwam hij in beide duels als invaller in actie. Door twee overwinningen plaatste Austria Wien zich voor de Conference League. In het seizoen 2021/22 speelde Pichler mee in zowel de heen- als terugwedstrijd tegen het IJslandse Breiðablik Daarnaast kwam hij vijf keer in actie in de competitie. Op 22 augustus 2021 speelde hij tegen Sturm Graz zijn laatste wedstrijd voor Austria Wien, voordat hij de overstap maakte naar Holstein Kiel.

### Holstein Kiel
Eind augustus 2021 tekende Pichler een vierjarig contract bij Holstein Kiel. Op 11 september maakte hij zijn debuut in de 2. Bundesliga tijdens de uitwedstrijd tegen Karlsruher SC.  In het Wildparkstadion viel hij in de 61e minuut in voor Fiete Arp. Op 16 oktober 2021 maakte hij zijn eerste doelpunt voor de club, in de met 1–1 gelijkgespeelde uitwedstrijd tegen FC Ingolstadt 04. In de 13e minuut rondde hij een voorzet van Mikkel Kirkeskov  af. In zijn eerste seizoen groeide hij uit tot een vaste waarde, met 26 optredens in 34 competitiewedstrijden. Het seizoen 2022/23 werd gekenmerkt door blessures. Na zeven wedstrijden viel hij uit met een slijmbeursontsteking in zijn hiel, waardoor hij maanden aan de kant stond. Op 18 maart 2023 maakte hij zijn rentree in de 26e speelronde tegen Arminia Bielefeld, waar hij in de rust inviel voor Alexander Mühling. Tien minuten later moest hij opnieuw het veld verlaten vanwege een hamstringblessure. Enkele weken later, op 13 mei, maakte hij opnieuw zijn comeback, ditmaal in de thuiswedstrijd tegen Karlsruher SC, waarin hij in de 61e minuut inviel voor Kwasi Wriedt. In de laatste competitiewedstrijd van het seizoen, op 28 mei tegen Hannover 96, speelde hij zijn elfde wedstrijd van het seizoen. Hij scoorde in de 44e minuut het derde doelpunt van zijn ploeg, op aangeven van Fabian Reese, in een met 1–5 gewonnen uitwedstrijd.
In de eerste seizoenshelft van 2023/24 vormde Pichler samen met de nieuw aangetrokken Japanse international Shuto Machino het centrale aanvalsduo van Holstein Kiel. Mede dankzij zeven doelpunten van Pichler ging de club met een recordaantal punten als koploper de winterstop in. Na de winterstop was hij ruim twee maanden uitgeschakeld vanwege een liesblessure. Op 9 maart 2024 maakte hij zijn rentree in de met 1–0 gewonnen thuiswedstrijd tegen Karlsruher SC, waarin hij in de 84e minuut werd ingebracht door trainer Marcel Rapp. Kiel eindigde het seizoen op de tweede plaats en promoveerde daarmee voor het eerst in de clubgeschiedenis naar de Bundesliga. In juni 2024 werd Pichlers contract opengebroken en verlengd, waarbij de looptijd niet openbaar werd gemaakt.
In de eerste wedstrijden van het seizoen 2024/25 was hij basisspeler, maar vanaf speelronde negen, tegen 1. FC Heidenheim 1846, belandde hij op de bank en kwam hij tot de winterstop alleen nog als invaller in actie. In de tweede seizoenshelft kwam hij door blessureleed slechts tot 54 minuten speeltijd. Na een spierblessure volgde bij zijn terugkeer opnieuw een hamstringblessure. Kiel beleefde een moeizaam seizoen en degradeerde aan het einde van het seizoen terug naar de 2. Bundesliga. Kort daarna werd bekend dat Pichler na vier seizoenen bij Holstein Kiel de overstap maakte naar Hannover 96.

### Hannover 96
In juni 2025 tekende de 27-jarige Pichler een contract tot medio 2027 bij Hannover 96. Op 3 augustus maakte hij zijn debuut voor Hannover tijdens een thuisduel in de 2. Bundeliga tegen 1. FC Kaiserslautern, dat eindigde in een 1-0 overwinning. Trainer Christian Titz begon met hem in het Heinz-von-Heiden-Arena als centrumspits in de basisopstelling.

## Clubstatistieken
| Seizoen                        | Club               | Competitie        | Competitie | Competitie | Beker | Beker | Internationaal | Internationaal | Overig | Overig | Totaal | Totaal |
| Seizoen                        | Club               | Competitie        | Wed.       | Dlp.       | Wed.  | Dlp.  | Wed.           | Dlp.           | Wed.   | Dlp.   | Wed.   | Dlp.   |
| ------------------------------ | ------------------ | ----------------- | ---------- | ---------- | ----- | ----- | -------------- | -------------- | ------ | ------ | ------ | ------ |
| 2016/17                        | SV Grödig          | Regionalliga West | 23         | 5          | 4     | 0     | –              | –              | –      | –      | 27     | 5      |
| 2017/18                        | SV Grödig          | Regionalliga West | 26         | 10         | 1     | 0     | –              | –              | –      | –      | 27     | 10     |
| 2018/19                        | Austria Klagenfurt | 2. Liga           | 22         | 8          | 1     | 1     | –              | –              | –      | –      | 23     | 9      |
| 2019/20                        | Austria Wien II    | 2. Liga           | 12         | 5          | –     | –     | –              | –              | –      | –      | 12     | 5      |
| 2019/20                        | Austria Wien       | Bundesliga        | 20 *       | 5          | –     | –     | –              | –              | –      | –      | 20     | 5      |
| 2020/21                        | Austria Wien       | Bundesliga        | 25 *       | 7          | 4     | 2     | –              | –              | –      | –      | 29     | 9      |
| 2021/22                        | Austria Wien       | Bundesliga        | 6 *        | 1          | 1     | 0     | 2              | 0              | –      | –      | 7      | 1      |
| 2021/22                        | Holstein Kiel      | 2. Bundesliga     | 26         | 7          | 1     | 0     | –              | –              | –      | –      | 27     | 7      |
| 2022/23                        | Holstein Kiel      | 2. Bundesliga     | 11         | 3          | 1     | 0     | –              | –              | 1      | 0      | 13     | 3      |
| 2023/24                        | Holstein Kiel      | 2. Bundesliga     | 22         | 8          | 2     | 1     | –              | –              | –      | –      | 24     | 9      |
| 2024/25                        | Holstein Kiel      | Bundesliga        | 18         | 1          | 2     | 0     | –              | –              | 1      | 1      | 21     | 2      |
| 2025/26                        | Hannover 96        | 2. Bundesliga     | 1          | 0          | 0     | 0     | –              | –              | 0      | 0      | 1      | 0      |
| Carrière totaal                | Carrière totaal    | Carrière totaal   | 212        | 60         | 17    | 4     | 2              | 0              | 2      | 1      | 233    | 65     |
| Bijgewerkt tot 5 augustus 2025 |                    |                   |            |            |       |       |                |                |        |        |        |        |

* Bij Austria Wien speelde Pichler in het seizoen 2019/20 vier play-offwedstrijden om Europees voetbal. In 2020/21 kwam hij tot drie optredens in de play-offs, en in zijn laatste seizoen (2021/22) speelde hij nog één wedstrijd.
** Bij Holstein Kiel speelde hij in zowel het seizoen 2022/23 als 2024/25 één wedstrijd voor het tweede elftal in de Regionalliga Nord.

## Persoonlijk
Pichler groeide op in Leopoldskron, een kleine gemeenschap net buiten Salzburg. Hij heeft een tweelingzus.